# La Almoloya
La Almoloya est un site archéologique de culture d'El Argar situé sur le territoire de la ville de Pliego (comarque du Río Mula) dans la région de Murcie,.
La Almoloya est un lieu de peuplement de culture d'El Argar du milieu de l'âge du bronze (2200-1550 av. J.-C.. Il est considéré comme l’une des colonies les plus importantes de cette culture. Le site s'est fait connaître en 1944 par Emeterio Cuadrado. En 2013, de nouvelles études sur le lieu ont commencé, dans le cadre du projet de recherche archéologique de La Bastida de Totana.

## Emplacement
La Almoloya est située sur une colline qui lui donne son nom a une altitude de 561 m et une superficie totale de 3 800 m2 avec une structure calcaire plate, ainsi que de grands zones forestières (40 % de la superficie totale) et des zones de végétation naturelle. Le terrain présente d'importants ravins, ainsi que de nombreuses collines et chaînes de montagnes dépassant les 500 m d'altitude, à partir desquelles est visible un large domaine d'une grande partie de la comarque du Río Mula.
Géologiquement, La Almoloya apparaît comme une colline témoin d'un large synclinal. Sa masse fait partie d'un puissant banc calcaire disparu aux alentours, appartenant aux formations de l'Éocène, constitué principalement de conglomérats et de calcaires nummulites. Le chemin de montée vers Almoloya est situé en direction sud-ouest, la montée vers la colline est très complexe car elle comporte plusieurs pentes et est étroite, c'est pourquoi elle ne permet l'ascension que d'une seule personne à la fois.
L'accès à l'eau provenait de sources voisines telles que La Portuguesa (à 2 100 m), Las Anguilas (à 2 200 m) et Fuente la Higuera (à 3 300 m).

## Chronologie

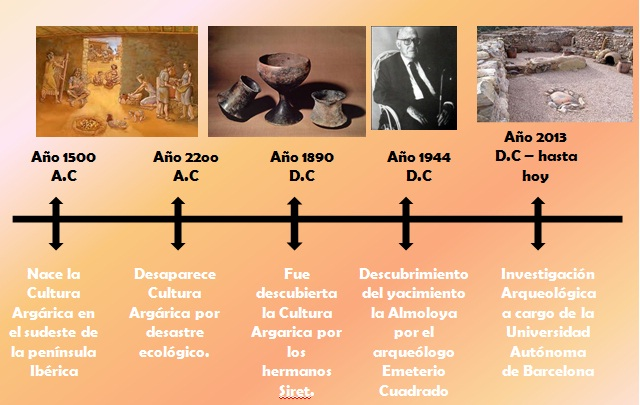
Chronologie de la culture argarique

## Site archéologique
Le site de La Almoloya présente un habitat dans lequel vivaient environ 250 personnes entre 2200 et 1550 av. J.-C., c'est-à-dire qu'elle a été active pendant plus de 600 ans, étant un centre de concentration politique et de richesse de premier ordre sur le territoire politique. Passé ce délai, les ruines furent complètement abandonnées.
Les habitants de La Almoloya vivaient dans une société stratifiée, hiérarchique, verticale ou pyramidale, ce qui signifie qu'il y avait des gens qui donnaient des ordres et qui opéraient à travers des mécanismes d'obligation pour que d'autres obéissent. La société argarique offre l'une des manifestations archéologiques les plus importantes du début de l'âge du bronze, avec un important héritage patrimonial.
Les Argar ont développé des techniques céramiques sophistiquées. Son exploitation minière et métallurgique était assez avancée, le bronze, l'argent et l'or extraits, peut-être de la mine d'As, étant transformés en armes et en bijoux.

## Découvertes archéologiques

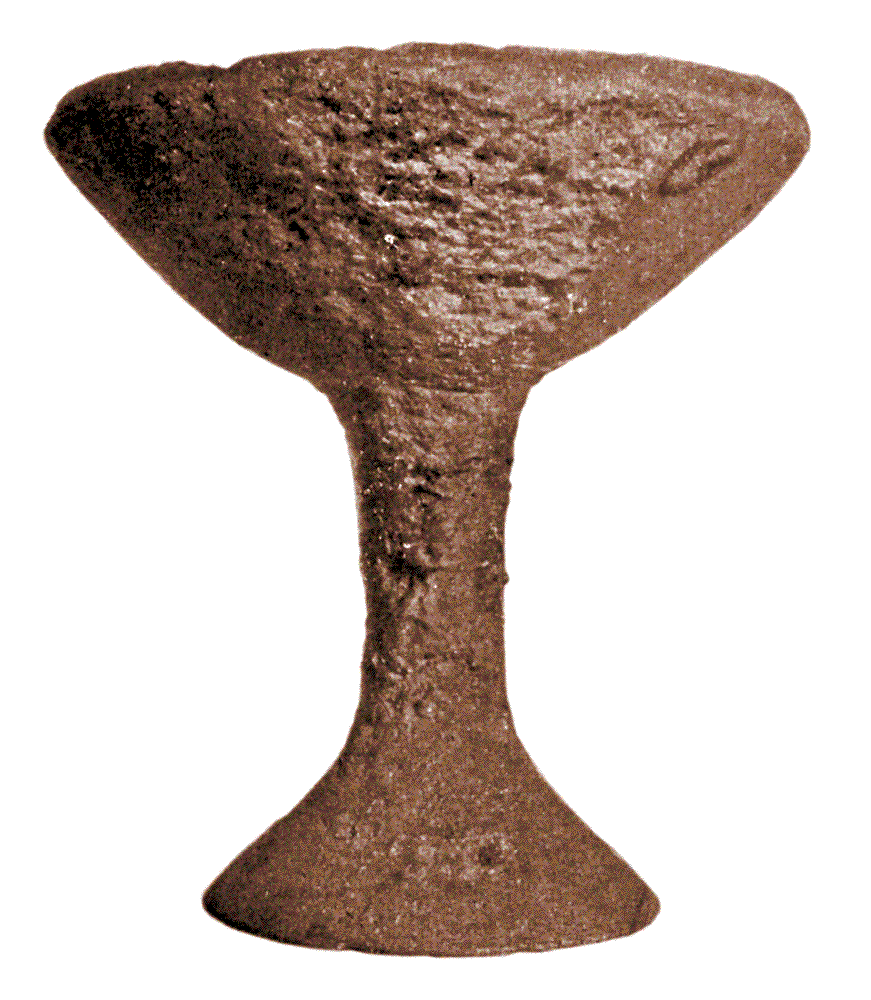
Coupe en poterie argarique.

Les découvertes faites sur le site, réalisées par les chercheurs depuis 2013, dans le cadre du projet La Bastida de Totana, dirigé par l'Université autonome de Barcelone, ont pu révéler le riche patrimoine archéologique qui se trouve ici, indiquant que La Almoloya était un centre politico-administratif qui a conservé et concentré les richesses de la culture argarique à l'âge du bronze.
Certaines structures ont été découvertes telles que des complexes résidentiels, des bâtiments, ainsi que des maisons d'apparat et de multiples podiums. De nombreuses structures et murs ont été découverts avec des peintures faisant allusion à un style argarique basé sur des dessins à motifs géométriques ; comme des pois, des rayures, des cercles, des triangles et aussi des motifs naturalistes.

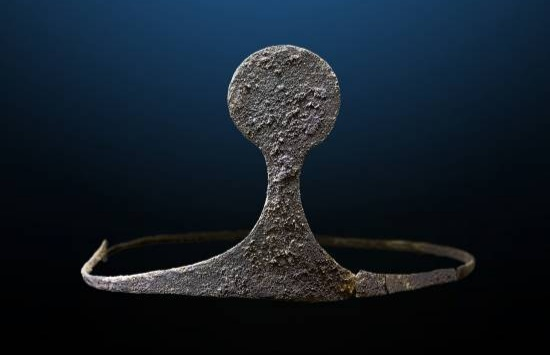
Diadème en argent de la Dame d'Almoloya (2014).

Quant aux formes symboliques, dans les fouilles, seules quelques pièces peuvent être classées comme figures ou représentations et, dans tous les cas, il s'agit de petits morceaux d'argile très simple, qui représentent généralement des bovins. De plus, quelques dessins simples sur des récipients en céramique, uniquement avec des motifs géométriques.
Une citerne d'approvisionnement en eau de forme ovale a été découverte , pouvant contenir jusqu'à 12 000 litres d'eau. Ses parois étaient recouvertes d'épaisses couches d'argile et de marne qui servaient de calfatage.

### Structures
Le village d'Almoloya était composé de maisons occupant la plate-forme supérieure de la colline, séparées par des rues étroites et des canalisations. Apparemment, il était protégé par une enceinte défensive en pierre sur les flancs ouest, sud et nord-ouest du sommet du promontoire.
En raison de la grande solidité et de la perfection de la construction de certaines parties de l'établissement, il présente des caractéristiques uniques dans l'Europe préhistorique. Sa construction était basée sur des murs en pierre, recouverts de couches de mortier et finis avec de la chaux utilisée comme liant , ce qui montre à quel point cette culture était sophistiquée, puisqu'il faut des processus structurés et des fours à 900 °C pour produire de la chaux.

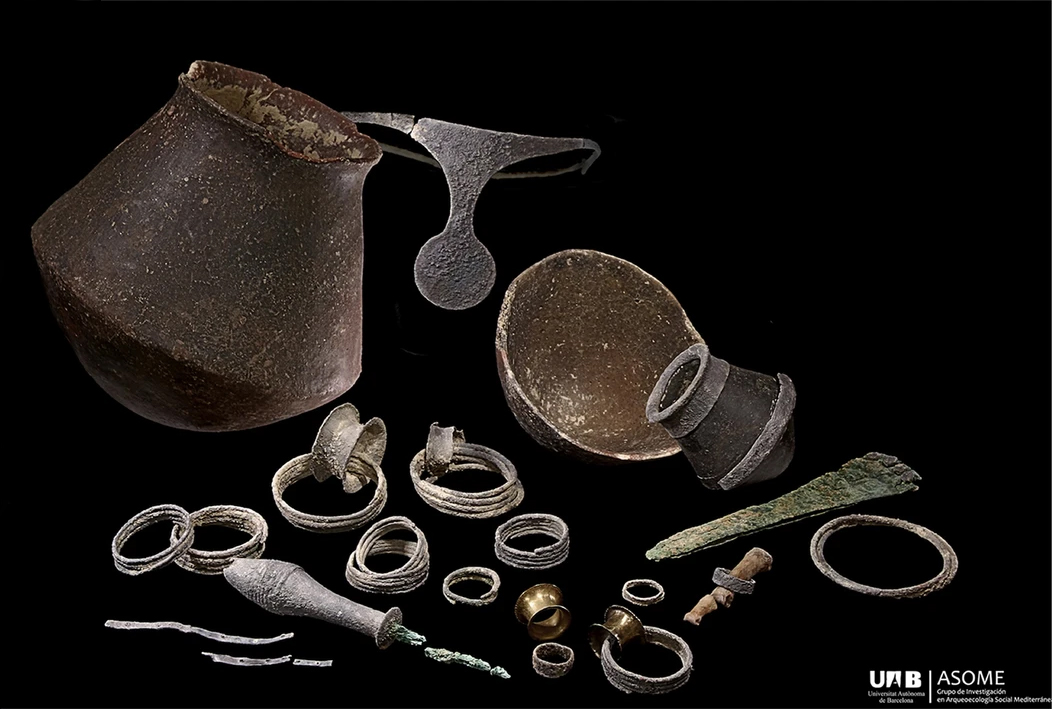
mobilier funéraire de la sépulture de La Almoloya.

Les habitations comprennent plusieurs bâtiments résidentiels de 300 m2, avec entre huit et douze pièces chacun, qui étaient destinés à divers usages domestiques, en plus des travaux métallurgiques, de la mouture des céréales, des métiers à tisser et du stockage.
Les toits étaient composés de troncs recouverts de branches et de couches de boue solidifiée.
Un palais argarique a été trouvé à La Almoloya, qui dispose d'une salle de 70 m2, avec un podium de cérémonie et qui aurait pu servir de lieu de réunions, d'audiences et de célébrations, il a une capacité de 64 places adjacentes au mur. Avec un toit élevé soutenu par douze poteaux répartis en zigzag. On pense que des personnalités politiques de haut prestige et de pouvoir pouvaient se réunir dans ce palais et que les décisions gouvernementales affectant sa population étaient prises à partir de cet endroit. Aucun vestige d'un édifice destiné à la célébration exclusive de rites et cérémonies sacrés n'a été retrouvé. Le tombeau de La Femme d'Argent ou Dame au Diadème a été découvert dans une urne au sous-sol de ce bâtiment.

### Tombes

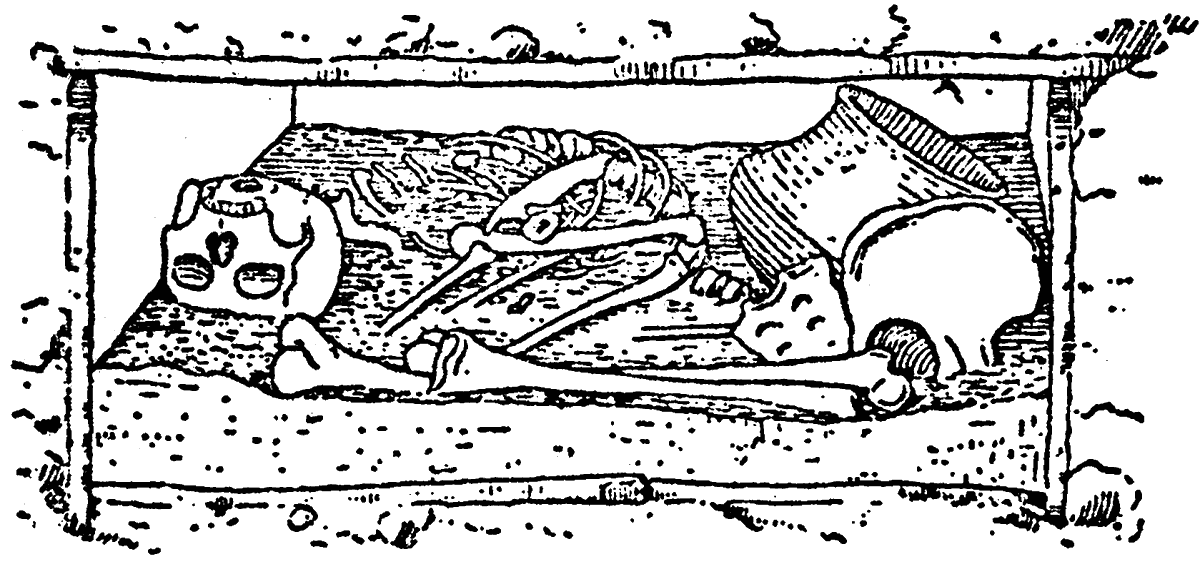
El Argar (ciste funéraire).

À La Almoloya, les sépultures présentent deux formes d'inhumation : dans une ciste et dans une urne. Au cours de l'enquête archéologique et des fouilles, la présence d'environ 76 tombes simples et doubles situées dans le sous-sol des maisons a été confirmée. Parmi eux, 55 adultes, 33 femmes et 22 hommes, en plus de 28 nourrissons en bas âge.

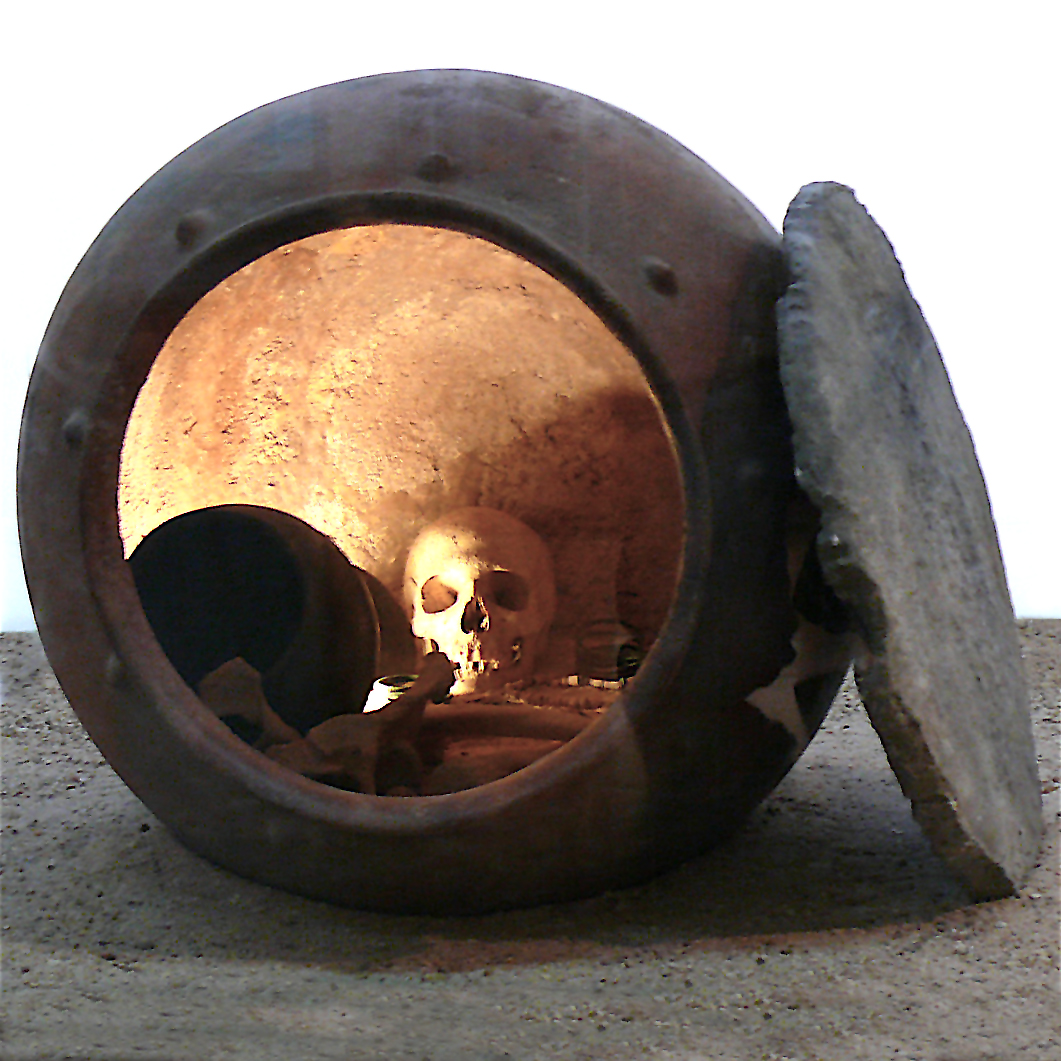
Jarre funéraire argarique.

Lors des fouilles de 2014, la sépulture 38 a été découverte, à l'intérieur de la salle d'audience ou du bâtiment du palais, à l'intérieur d'une urne se trouvaient les restes d'un couple d'une classe sociale élevée. La femme appelée « Dame au Diadème » (entre 25 et 35 ans) présente de multiples offrandes funéraires comprenant des pierres semi-précieuses et des objets en or, argent et cuivre. Le crâne de la femme était recouvert d'un diadème en argent, objet emblématique, qui représente matériellement des idées ou des valeurs sociales, exigeant une certaine forme de respect. À cela s'ajoutent des objets tels que des poignards, des dilatateurs insérés dans les lobes des oreilles (qui impliquent une technique de forgeage complète), ainsi que des bagues, des chaînes et des récipients en céramique incrustés de feuilles d'argent.
Le traitement qui lui a été réservé et les matériaux qui l'accompagnent, avec de l'ivoire, de l'ambre et de l'argent provenant de centaines de kilomètres, semblent indiquer qu'elle ne serait pas seulement le chef d'une ville, mais une autorité politique d'un territoire

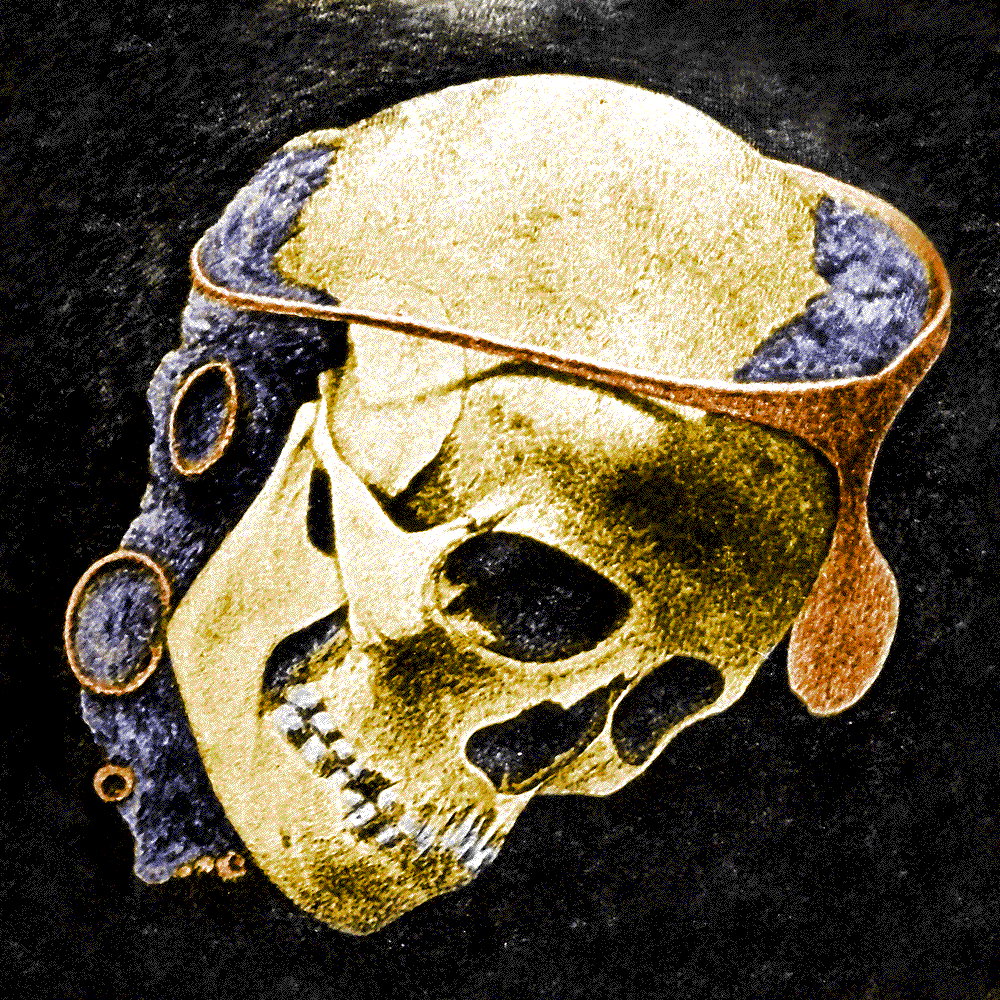
Dessin d'un crâne avec diadème de la culture argarique (1887).

Dans tous les cas, les cadavres sont présentés rétrécis dans la posture classique, les bras fléchis et près du corps, les jambes également fléchies et les genoux près du menton, en position fœtale.
L'examen scientifique de plusieurs squelettes suggère que l'équitation était une activité masculine courante et qu'ils pratiquaient également une activité physique intense avec leur bras droit. Les hommes de la classe dirigeante brandissaient des armes en bronze ou en cuivre, comme des épées. D’autre part, il a été démontré que certains souffraient de maladies pulmonaires infectieuses. En ce qui concerne l'origine des métaux utilisés, on considère que la majeure partie de la matière première a été extraite dans des mines situées dans la Sierra Morena, à 300 km de là.
On pense que la société argarique a disparu à cause d'une mauvaise gestion de ses ressources naturelles10, à cause d'un désastre écologique causé par l'homme qui a beaucoup à voir avec la déforestation à laquelle cette zone a été soumise.